# Orchis rassautae
Dactylorhiza elata là một loài thực vật có hoa trong họ Lan. Loài này được (Alleiz.) Alleiz. mô tả khoa học đầu tiên năm 1962.

## Hình ảnh

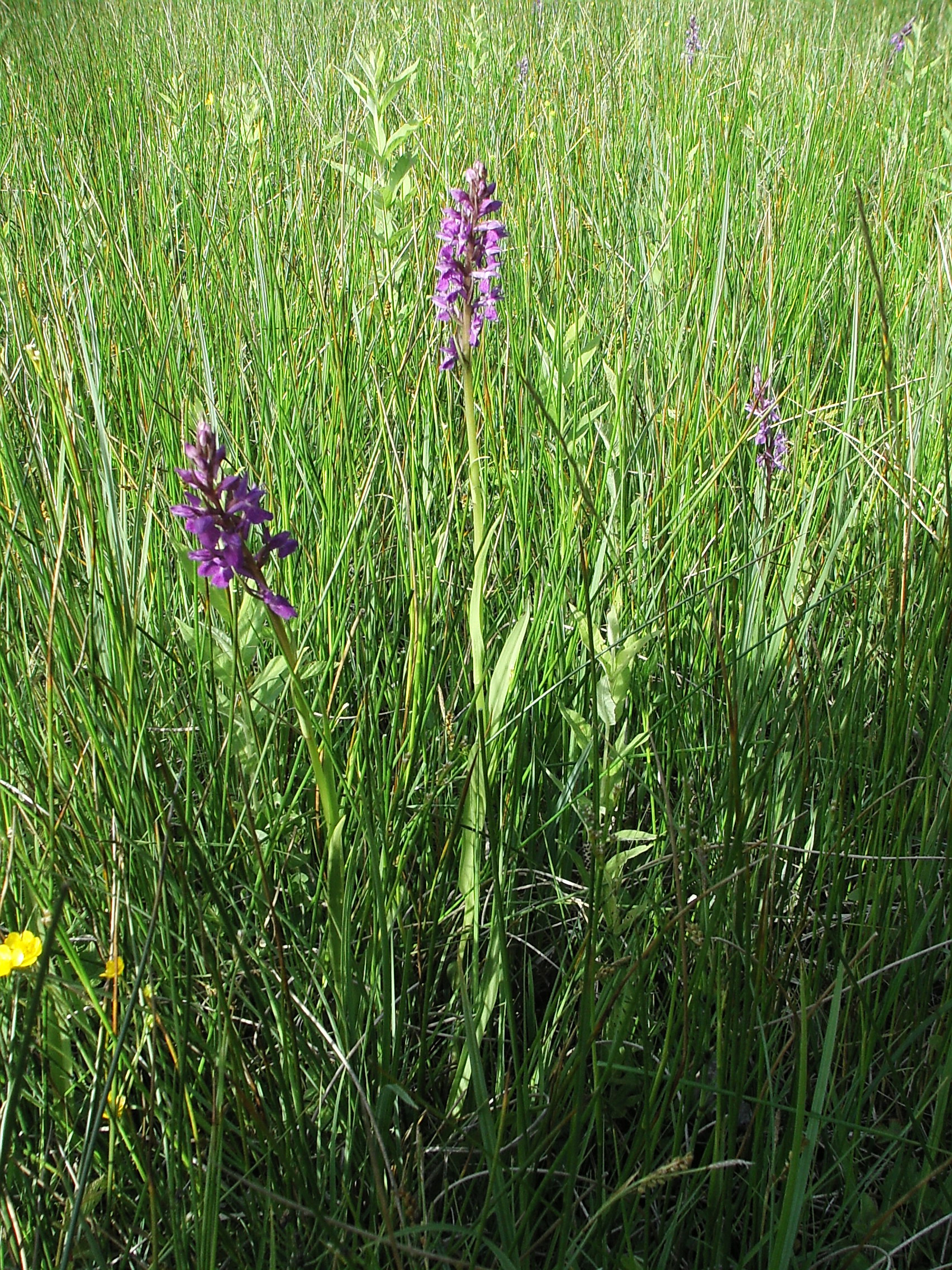
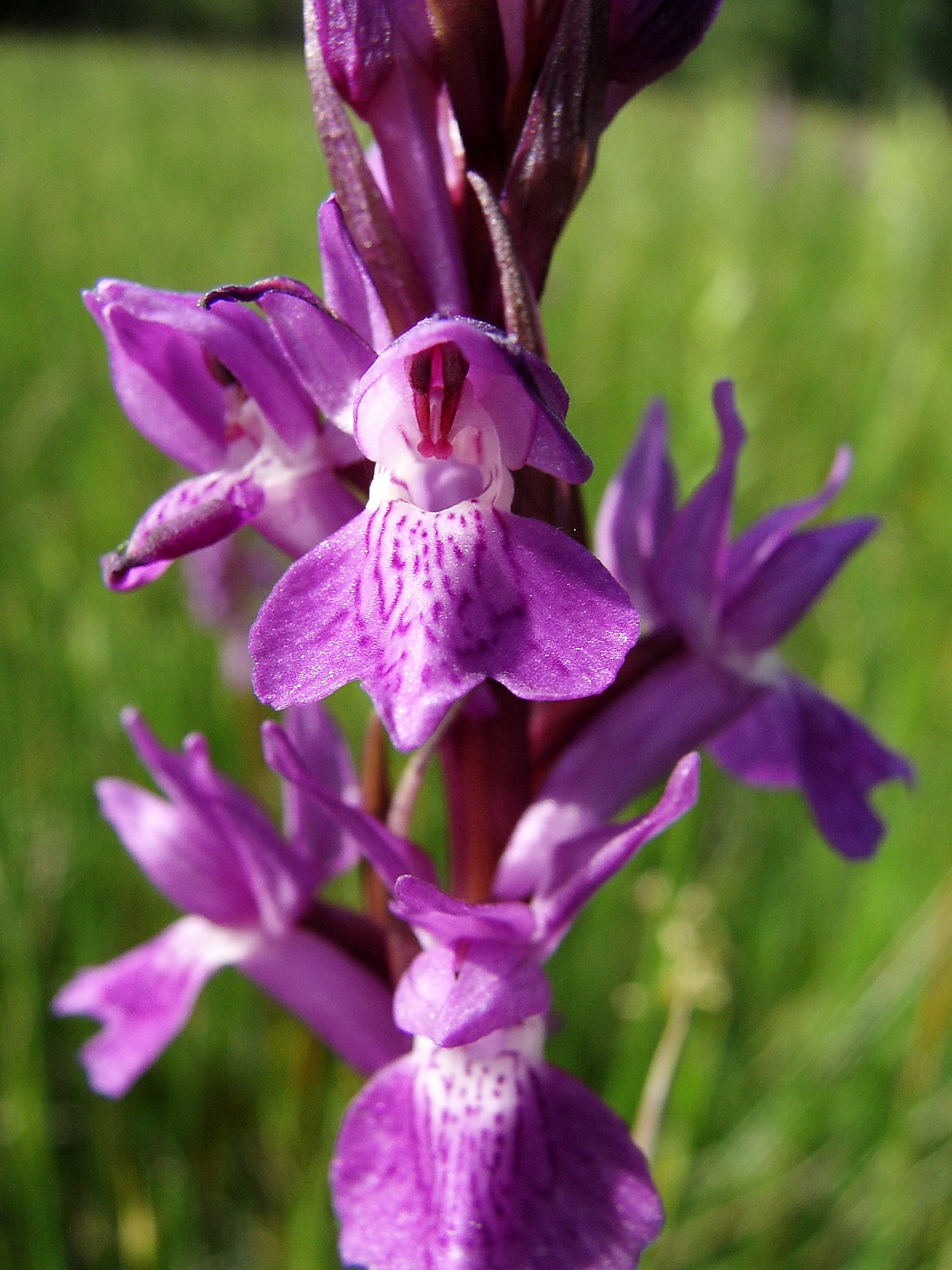
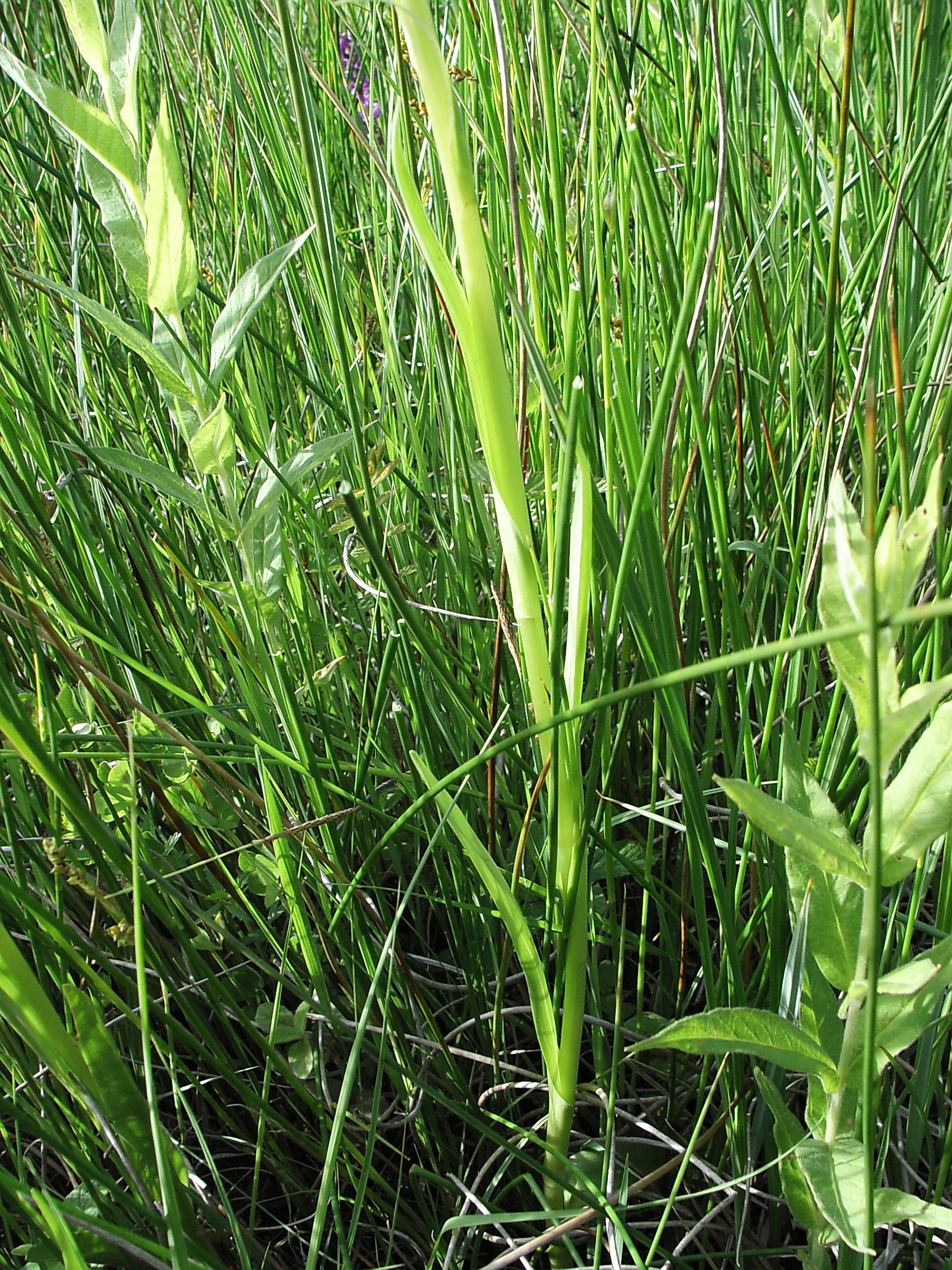
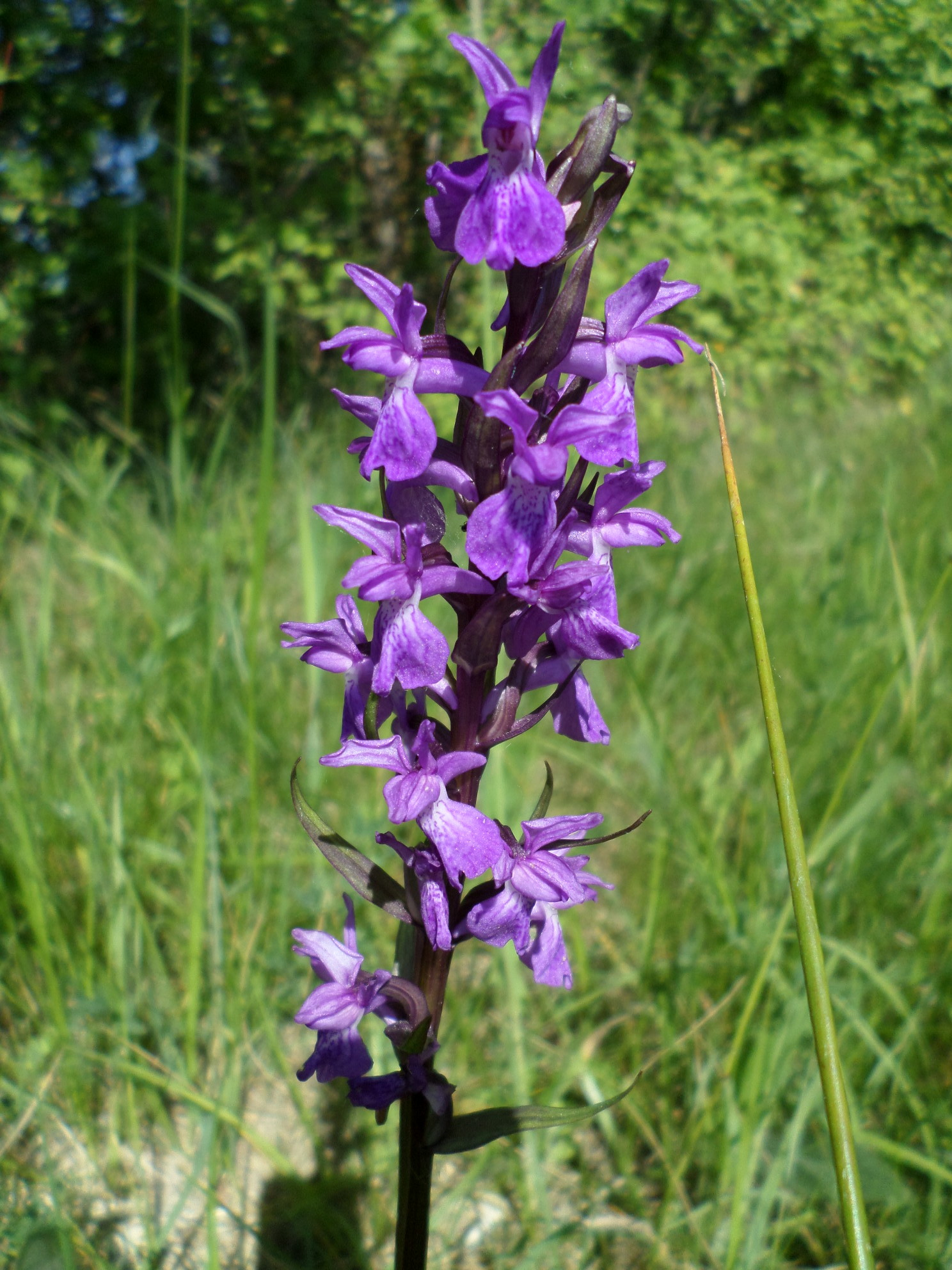